# فاروق إيجيت
فاروق إيجيت (بالتركية: Faruk Yiğit)‏ (15 أبريل 1968 في تركيا - ) هو مدرب كرة قدم ولاعب كرة قدم تركي في مركز الهجوم، شارك في بطولة أمم أوروبا 1996. وشارك مع منتخب تركيا لكرة القدم. أما مع النوادي، فقد لعب مع بولو سبور ونادي فنربخشة وYalovaspor ‏ وكوجالي سبور وديار بكر سبور ‏.

## وصلات خارجية
- فاروق إيجيت على موقع اتحاد تركيا (لاعب) (الإنجليزية)
- فاروق إيجيت على موقع اتحاد تركيا (مدرب) (الإنجليزية)
- فاروق إيجيت على موقع قاعدة بيانات كرة القدم.إي يو (الإنجليزية)
- فاروق إيجيت على موقع ناشيونال فوتبول تيمز (الإنجليزية)
- فاروق إيجيت على موقع عالم كرة القدم.نت (الإنجليزية)